# Jakob Gabriel Trog
Jakob Gabriel Trog (Thun, 15 maggio 1781 – Thun, 9 gennaio 1865) è stato un farmacista, botanico e micologo svizzero.
Era figlio di Gabriel, un rilegatore, e di Elisabeth Schuler.
Dopo aver esercitato la professione di farmacista, prima come apprendista a Losanna, poi come aiuto farmacista a Mulhouse e, nel 1798, come farmacista militare a Neuenegg, si dedicò allo studio delle scienze naturali e della botanica a Strasburgo e Parigi.
Nel 1802 sposò Rosina Francisca Perceret, figlia del farmacista Jean Jacques Perceret.
A partire dal 1830, una volta in pensione, si dedicò completamente allo studio dei funghi, pubblicò svariati articoli scientifici sulla micologia e organizzò un erbario di specie fungine.
In suo onore fu dato il nome Trogia ad un genere di funghi.
La maggior parte dell'erbario di Trog è conservata attualmente presso l'Università di Berna.  Alcuni campioni sono all'Università di Ratisbona.

## Pubblicazioni
- Verzeichniss Schweizerischer Schwämme, 1844
- Die essbaren, verdächtigen und giftigen Schwämme der Schweiz, 1843-1850
- Tabula Analytica Fungorum, 1846
- Die Schwämme des Waldes, 1848